# Корык
Корык (каз. Қорық) — село в Аягозском районе Абайской области Казахстана. Административный центр Малгельдинского сельского округа. Код КАТО — 633469100.

## Население
В 1999 году население села составляло 1185 человек (603 мужчины и 582 женщины). По данным переписи 2009 года в селе проживал 871 человек (499 мужчин и 372 женщины).